# Campionati europei di sci alpinismo 2022
I Campionati europei di sci alpinismo 2022 sono stati la 10ª edizione della competizione continentale di sci alpinismo. Si sono svolti dal 9 al 13 febbraio 2022 a Boí Taüll, in Spagna.

## Podi

### Maschili
| Evento      | Oro                | Argento         | Bronzo                      |
| Individuale | Werner Marti       | Matteo Eydallin | Michele Boscacci            |
| Vertical    | Werner Marti       | Alex Oberbacher | Maximilien Drion du Chapois |
| Sprint      | Oriol Cardona Coll | Nicolò Canclini | Iñigo Martinez de Albornoz  |

### Femminili
| Evento      | Oro                    | Argento            | Bronzo            |
| Individuale | Axelle Gachet-Mollaret | Tove Alexandersson | Alba De Silvestro |
| Vertical    | Axelle Gachet-Mollaret | Tove Alexandersson | Sarah Dreier      |
| Sprint      | Marianna Jagerčíková   | Tove Alexandersson | Emily Harrop      |

### Gare miste
| Evento    | Oro                                    | Argento                                      | Bronzo                                    |
| Staffetta | Francia Emily Harrop Thibault Anselmet | Italia Giulia Murada Nicolò Ernesto Canclini | Italia Alba De Silvestro Michele Boscacci |

## Medagliere
| Posiz. | Nazione    | Oro | Argento | Bronzo | Totale |
| ------ | ---------- | --- | ------- | ------ | ------ |
| 1      | Francia    | 3   | 0       | 1      | 4      |
| 2      | Svizzera   | 2   | 0       | 0      | 2      |
| 3      | Spagna     | 1   | 0       | 1      | 2      |
| 4      | Slovacchia | 1   | 0       | 0      | 1      |
| 5      | Italia     | 0   | 4       | 3      | 7      |
| 6      | Svezia     | 0   | 3       | 0      | 3      |
| 7      | Austria    | 0   | 0       | 1      | 1      |
| 7      | Belgio     | 0   | 0       | 1      | 1      |
| Totale | Totale     | 7   | 7       | 7      | 21     |